# Pomniki przyrody w Dąbrowie Górniczej
Pomniki przyrody w Dąbrowie Górniczej – lista pomników przyrody położonych w obrębie Dąbrowy Górniczej.

## Bożodrzewy w Sikorce
Bożodrzewy w Sikorce – pomnik przyrody w województwie śląskim, w Dąbrowie Górniczej. Pomnik znajduje się w jednej z dzielnic miasta, Sikorce, przy ul. Hallerczyków 165. 
Dwa bożodrzewy uznano za pomniki przyrody 10 sierpnia 2007 r. (uchwała Rady Miejskiej w Dąbrowie Górniczej Nr XV/217/07).
Drzewa mają w obwodach pni po 260 i 268 cm. Te wyniki lokują je w pierwszej dziesiątce drzew tego gatunku w Polsce. Bożodrzewy rzadko występują w Polsce. Sprowadzone do Europy z Chin po raz pierwszy w 1751 r., były sadzone w ogrodach zakładanych przy dworkach i pałacach.
Jedno z drzew uległo złomowi w 2014 r. (Uchwała nr  XIII/285/2015 z dnia 16 grudnia Rady Miejskiej w Dąbrowie Górniczej w sprawie zniesienia ochrony prawnej w formie pomnika przyrody).

## Lipy dobieckie
Lipy dobieckie – pomnik przyrody w województwie śląskim, w Dąbrowie Górniczej. Drzewa rosną w Kuźniczce Nowej, nad Białą Przemszą. 
Dwie lipy drobnolistne uznano za pomniki przyrody 23 października 1958 r. (orzeczenie Nr 00143 PWRN w Katowicach).
Drzewa zawdzięczają swą nazwę XIX-wiecznej posiadłości rodu Dobieckich, która znajdowała się w niedalekiej okolicy. Lipy mają 350 i 390 lat.

## Wywierzyska w Strzemieszycach Wielkich
Wywierzyska w Strzemieszycach Wielkich – pomnik przyrody w województwie śląskim, w Dąbrowie Górniczej. Pomnik znajduje się w dzielnicy Dąbrowy Górniczej - Strzemieszycach Wielkich, w sąsiedztwie Huty Katowice. W okresie rozwoju górnictwa, w XIX w., woda ze źródeł była wykorzystywana do płukania rud ołowiu i żelaza w cyklu ich przeróbki. Obecnie woda ze źródeł zasila dwa stawy – górny i dolny, które usytuowane są w niewielkim parku miejskim.  Źródła wywierzysk są bardzo wydajne - 50 l/sek. Leżą na wysokości 290 m n.p.m.
Wywierzyska objęto ochroną w maju 1996 r. (uchwała Rady Miejskiej w Dąbrowie Górniczej Nr XXV/316/96).Powierzchnia wywierzysk to 1,30 ha plus strefa ochronna. Celem ochrony są wydajne źródła, niosące bardzo czystą wodę wapniowo-magnezową, oraz towarzyszący wywierzysku zespół fauny źródliskowej.
Źródła strzemieszyckie to jedno z niewielu miejsc, gdzie zachowała się fauna źródliskowa. Jej przedstawicielami są: wypławek kątogłowy - gatunek prądolubny, związany z kamienistym dnem, źródlarka karpacka (drobny ślimak żyjący w dobrze natlenionych, zimnych wodach), kiełż zdrojowy (lubiący wodę z dużą zawartością węglanu wapnia), pstrąg potokowy (wymagający silnego przepływu chłodnej, czystej wody). Ten ostatni gatunek ma tutaj naturalne tarlisko, co jest ewenementem w warunkach Wyżyny Śląskiej.

## Jesion wyniosły przy ul. Łaskowej
Jesion wyniosły przy ul. Łaskowej – pomnik przyrody w województwie śląskim, w Dąbrowie Górniczej. Pomnik znajduje się w jednej z dzielnic miasta, Łośniu, przy ul. Łaskowej. 
Jesion uznano za pomnik przyrody 29 listopada 1995 r. (uchwała Rady Miejskiej w Dąbrowie Górniczej Nr XXVIII/203/95).

## Wiąz szypułkowy naStaszicu
Wiąz szypułkowy rosnący przy ul. 11 Listopada (koło kościoła p.w. Chrystusa Króla, na terenie Domu Działkowca) uznano za pomnik przyrody 26 listopada 2008 r. Drzewo ma obwód 320 cm.

## Buk zwyczajny wUjejscu
Dwa drzewa tego gatunku rosną przy ul. Podbuczyny w dzielnicy Ujejsce. Obwody pni tych drzew to 270 cm i 290 cm. Pomnik przyrody od 2004 r.

## Dąb szypułkowy koło Pogorii 4
Dąb szypułkowy o obwodzie pnia mierzonym na wysokości 130 cm wynoszącym 270 centymetry, rosnący przy ul. Unruga ustanowiono pomnikiem przyrody w 2009 r. (Uchwała nr XLI/741/09  z dnia 26.08.2009 r. Rady Miejskiej w Dąbrowie Górniczej (Dz.Urz. Woj. Śl. Nr 180, poz. 3284).

## Jesion wyniosły, ul. św. Antoniego
Drzewo o obwodzie pnia mierzonym na wysokości 130 cm wynoszącym 360 cm rośnie przy ul. św. Antoniego (dawna Gwardii Ludowej). Uznany za pomnik przyrody w 2008 r. (Uchwała nr  XXXII/568/08 /08 z dnia 26 listopada 2008 r. Rady Miejskiej w Dąbrowie Górniczej (Dz.Urz. Woj. Śl. Nr 8 poz. 253 z 2009 r.).

## Kasztanowiec biały, ul. św. Antoniego
Drzewo o obwodzie pnia mierzonym na wysokości 130 cm wynoszącym 340 cm rośnie przy ul. św. Antoniego (dawna Gwardii Ludowej). Uznany za pomnik przyrody w 2008 r. (Uchwała nr  XXXII/568/08 /08 z dnia 26 listopada 2008 r. Rady Miejskiej w Dąbrowie Górniczej (Dz.Urz. Woj. Śl. Nr 8 poz. 253 z 2009 r.).

## Galeria

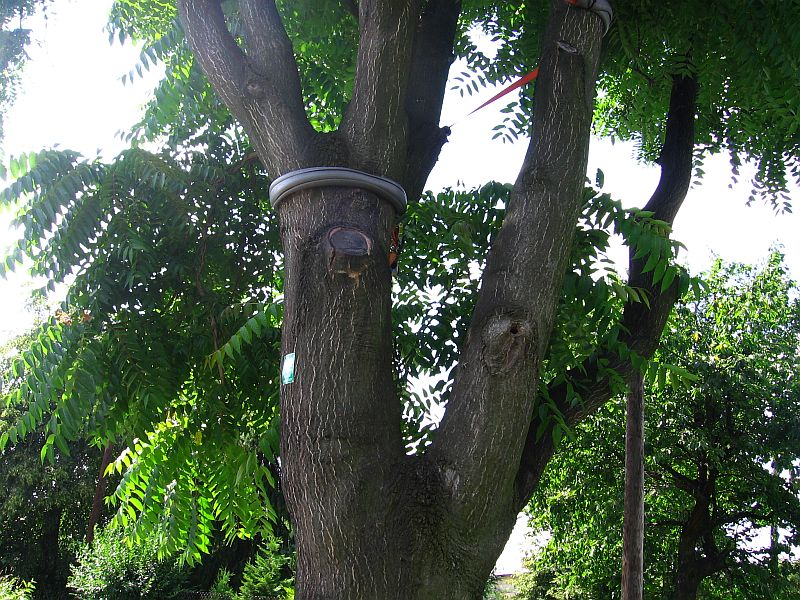
Bożodrzew, ul. Hallerczyków
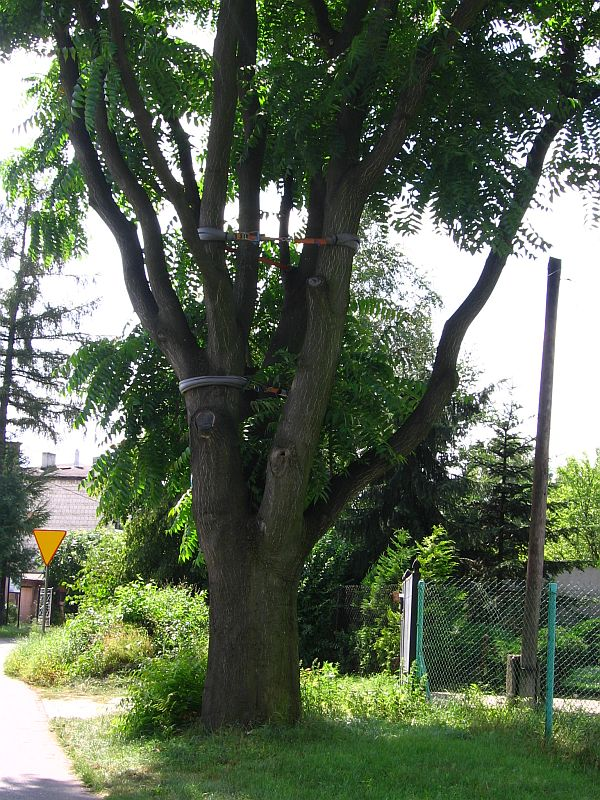
Bożodrzew, ul. Hallerczyków
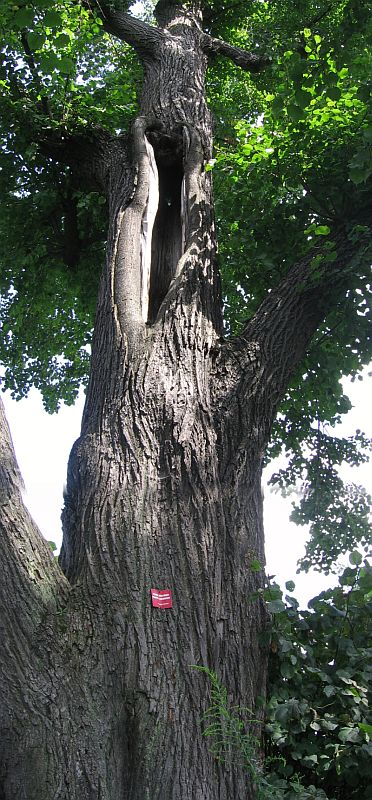
Lipy dobieckie, Kuźniczka Nowa
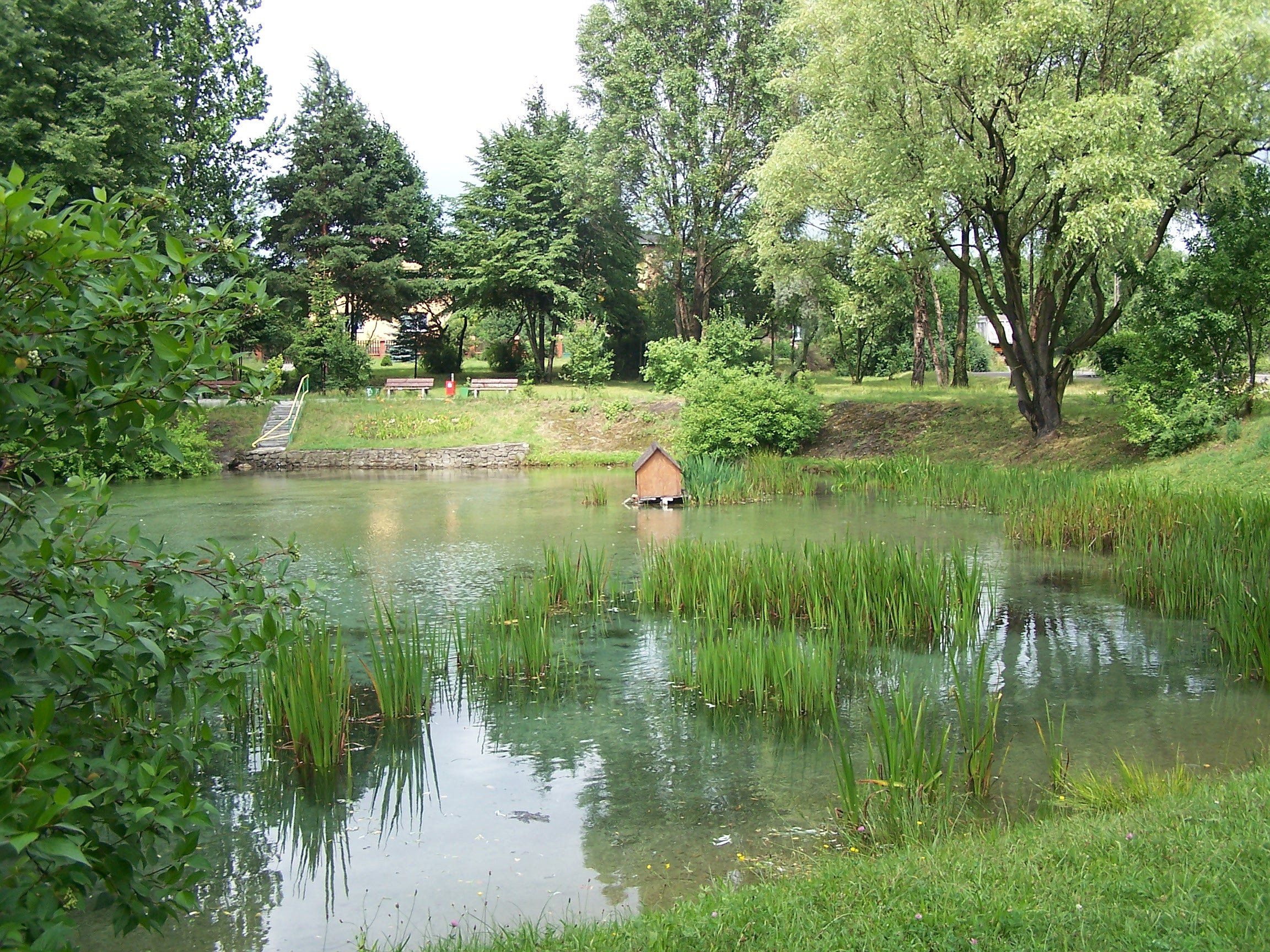
Wywierzyska w Strzemieszycach
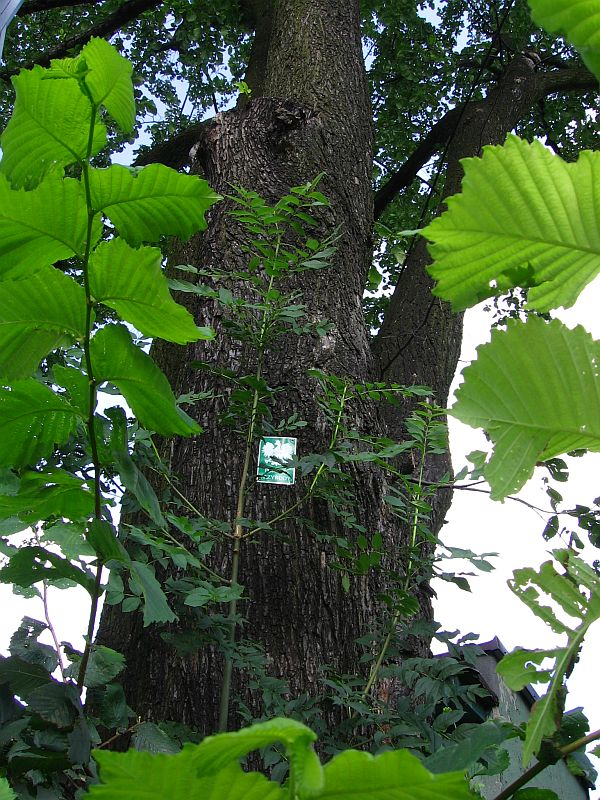
Wiąz na Staszicu (ul. 11 Listopada)
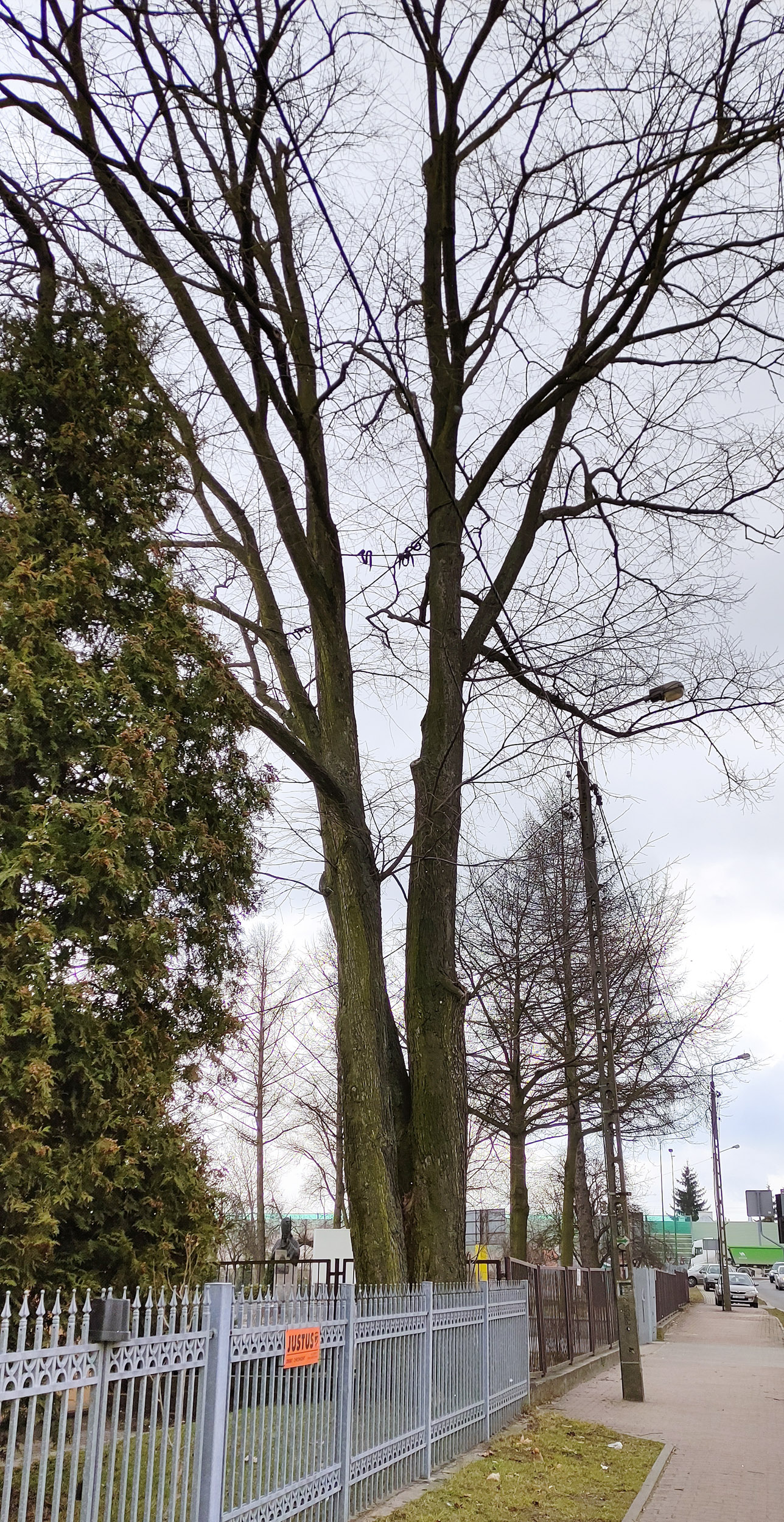
Wiąz na Staszicu (ul. 11 Listopada)
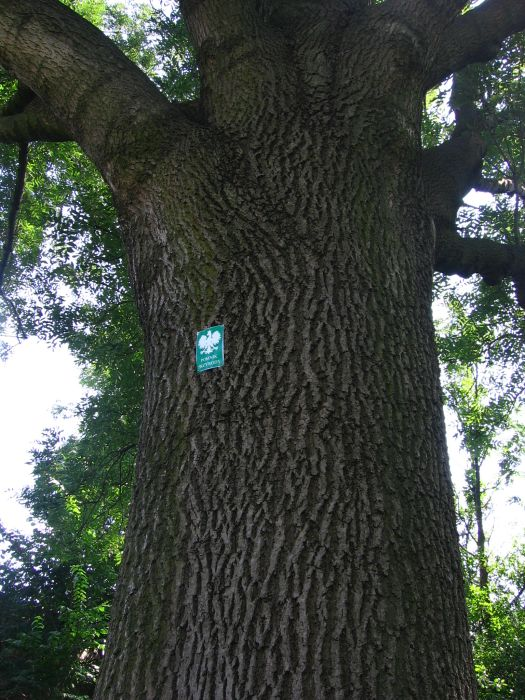
Jesion na ul. Łaskowej
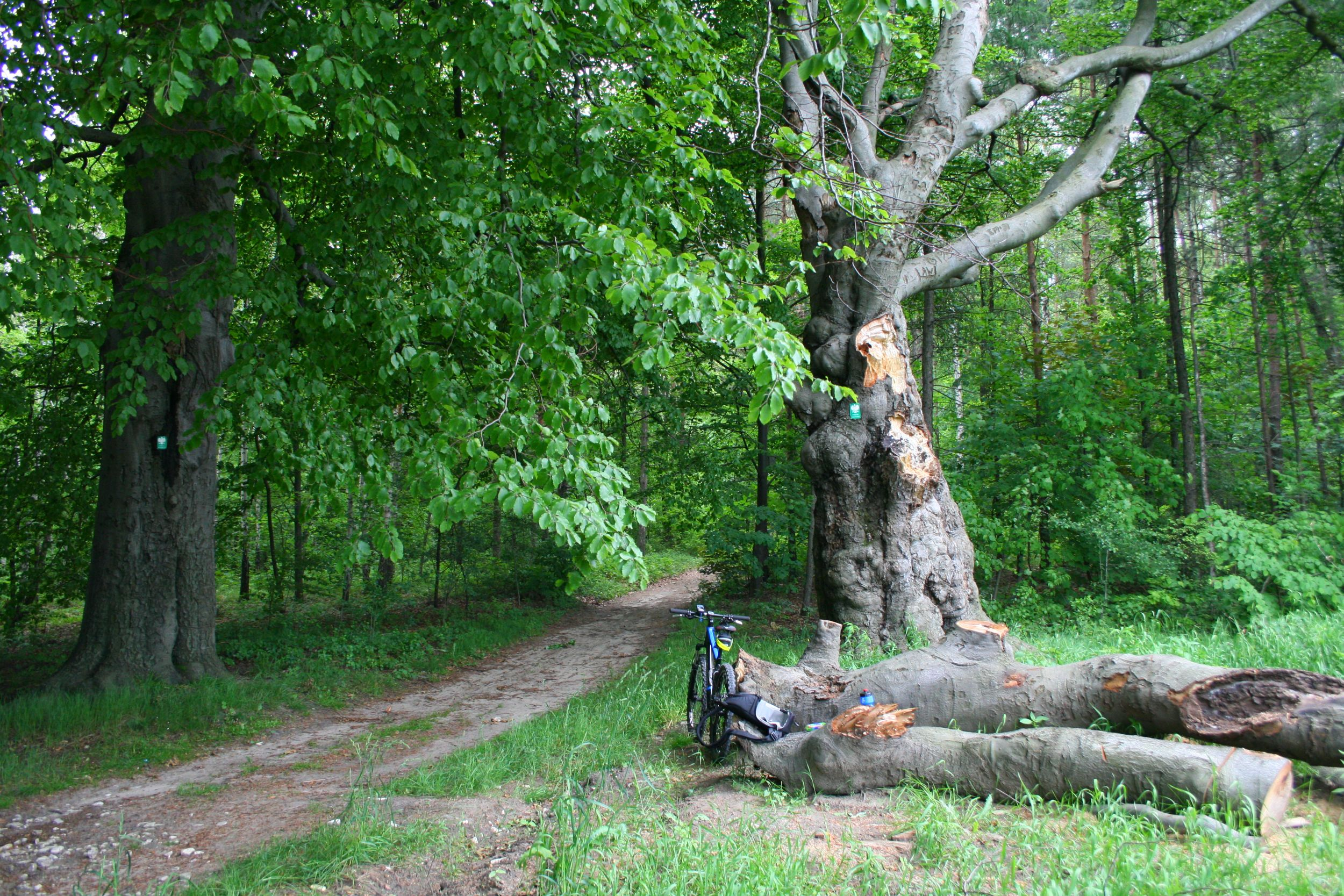
Buki zwyczajne, ul. Podbuczyny
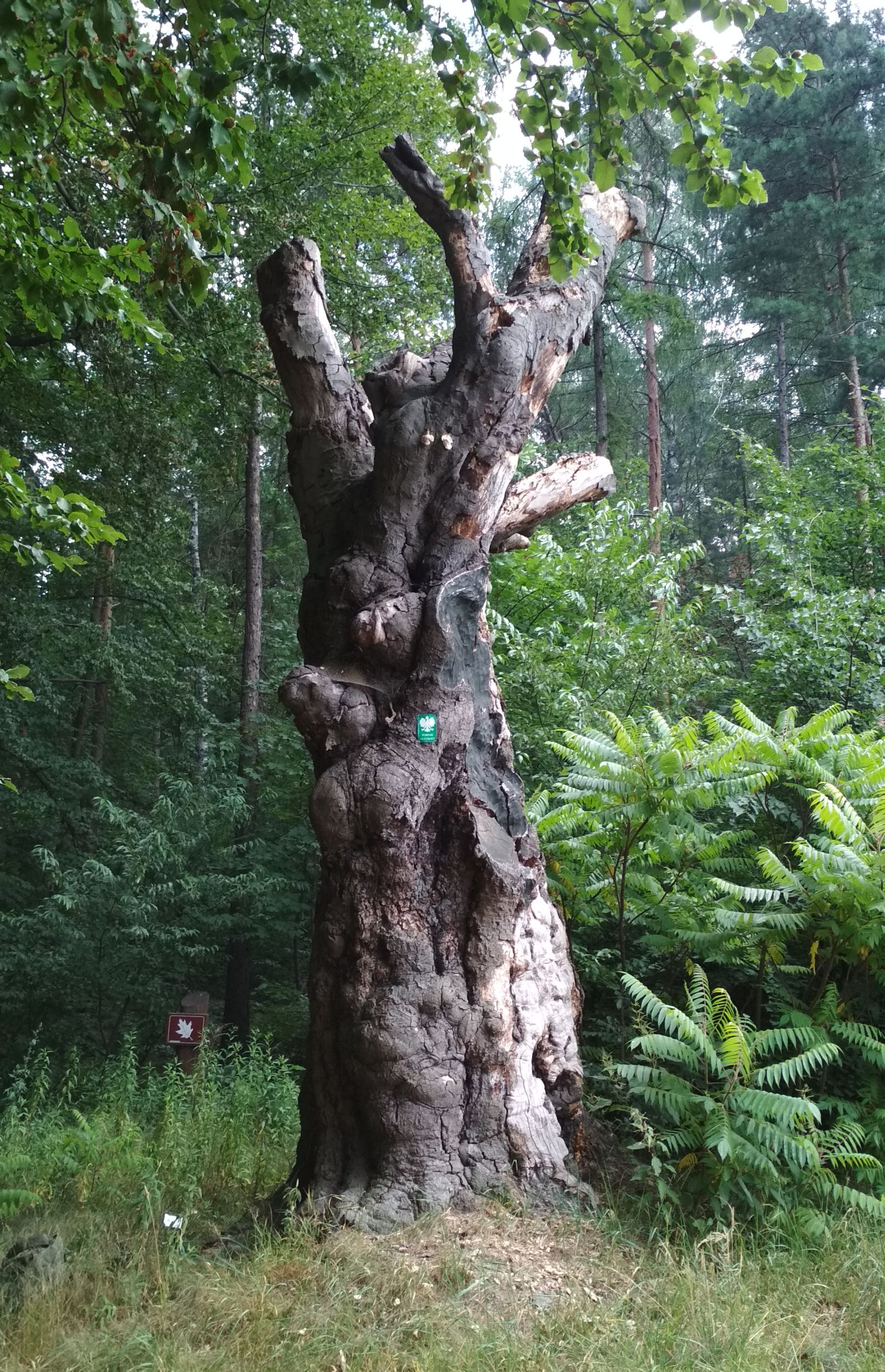
Buk zwyczajny, ul. Podbuczyny
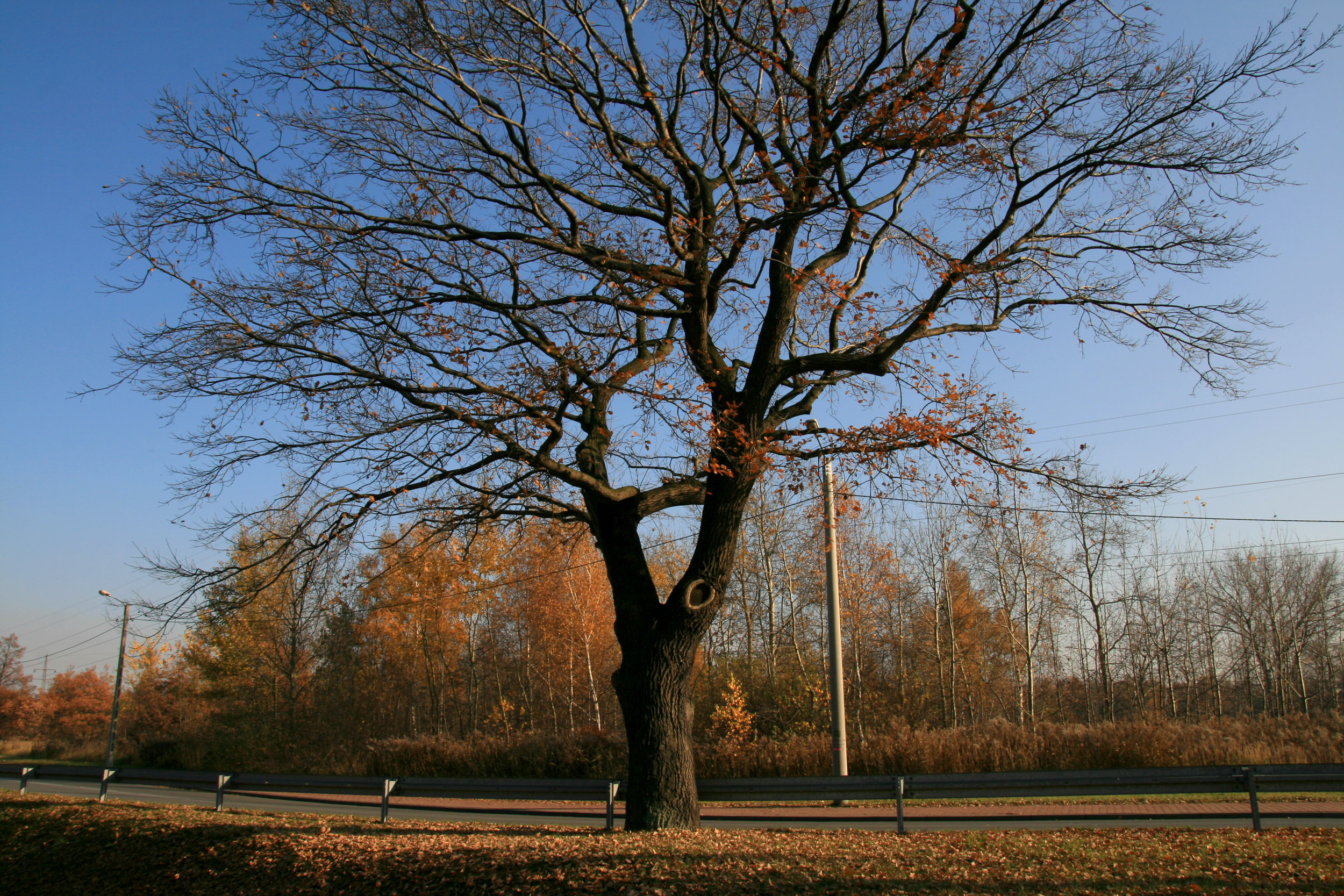
Dąb szypułkowy przy ul. Unruga
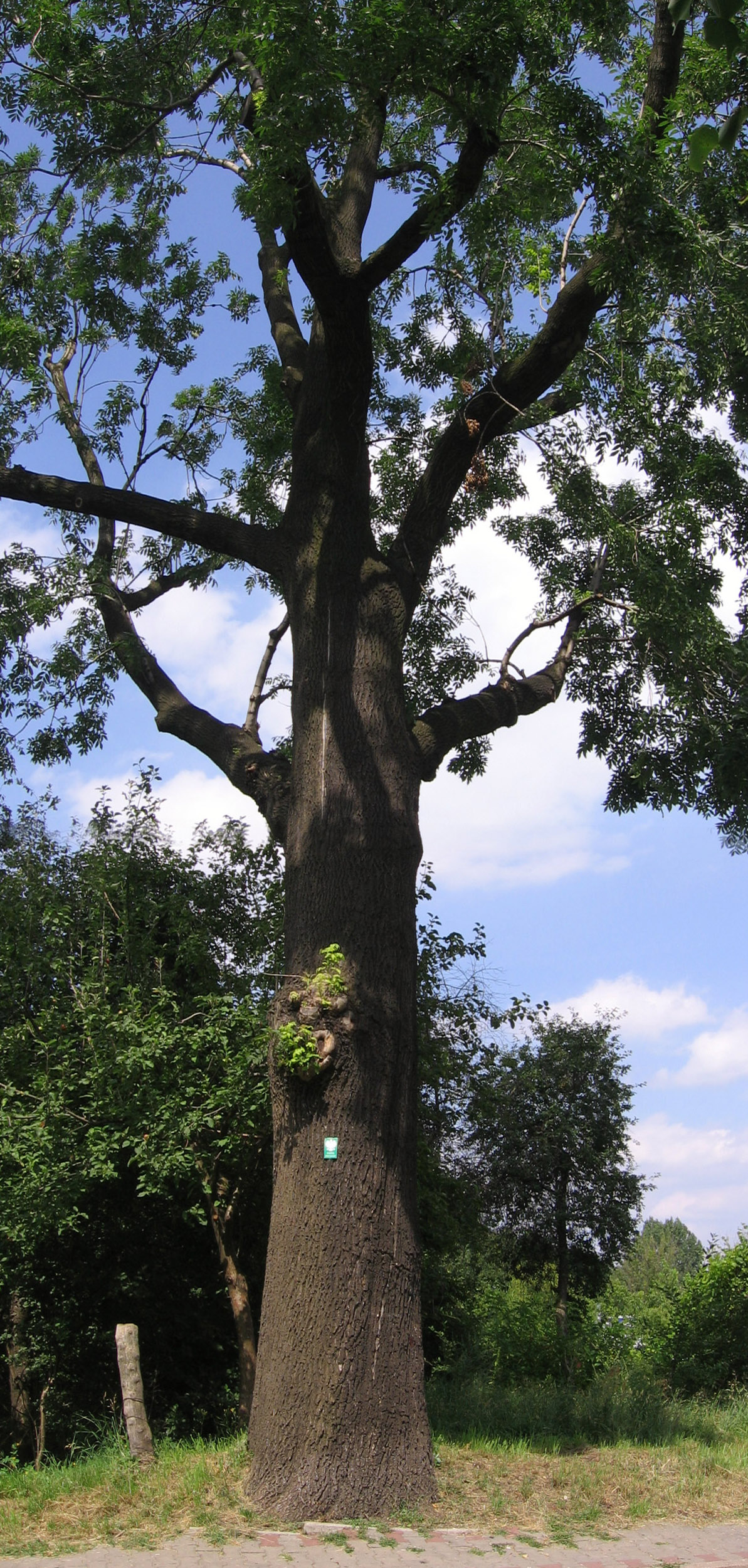
Jesion wyniosły, ul. św. Antoniego
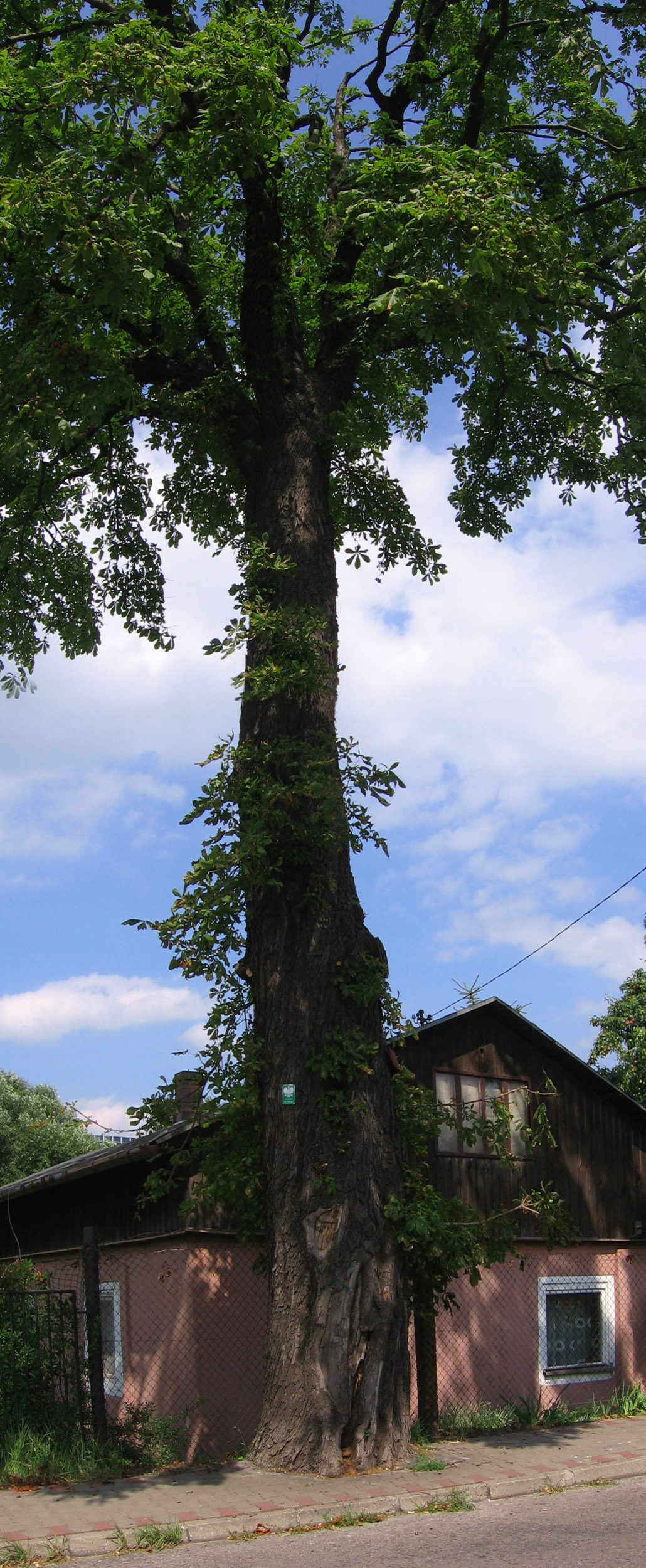
Kasztanowiec biały, ul. św. Antoniego